# Cholm (oblast Novgorod)
Cholm (Russisch: Холм) is een stad in het zuiden van de Russische oblast Novgorod. De stad is het bestuurlijk centrum van het gelijknamige district Cholmski. Het ligt 77 kilometer ten noorden van Toropets, 93 kilometer ten zuidwesten van Staraja Roessa en 200 kilometer ten zuiden van Novgorod, op het punt waar de Koenja in de Lovat stroomt. De bevolking bedroeg 4.325 personen bij de volkstelling van 2002.
De eerste schriftelijke vermelding over Cholm dateert uit 1144 als Cholm Pogost ("heuvelbegraafplaats"). Cholm is Russisch voor "heuvel". Er werd veel handel gevoerd met Staraja Roessa; de Lovat was immers onderdeel van de handelsroute van de Varjagen naar de Grieken. Tijdens de 16e en 17e eeuw kreeg Cholm het vaak te verduren van de Litouwers, de Zweden en de Polen. De stad wist telkens stand te houden. In 1777, onder Catharina de Grote, kreeg de stad stadsrechten en werd de naam eenvoudigweg Cholm.
Cholm was in de Tweede Wereldoorlog door de Duitsers bezet van 1941 tot 21 februari 1944. Tijdens Operatie Toropets-Cholm werd een veldslag in de straten van de stad uitgevochten. Cholm werd zwaard beschadigd en groot deel van de oude gebouwen ging verloren. De bevolking, die in 1926 nog 5.500 mensen telde, was mede hierdoor in 1959 gedaald tot ongeveer 3.000.
Ten westen van Cholm, te midden van dichte bossen en moerassen, ligt het verlaten Rdejskiklooster.